# Luciano Chiara
Luciano Chiara (Petralia Sottana, 2 luglio 1910 – Palermo, 10 giugno 1969) è stato un astronomo e matematico italiano.

## Biografia
Laureato in matematica all'Università di Palermo nel 1932, dal 1933 lavorò come assistente, prima in qualità incaricato e in seguito di effettivo presso l'Osservatorio astronomico di Palermo (presso il prestigioso Palazzo dei Normanni), allora diretto da Francesco Zagar, di cui nel 1948 ebbe l'incarico di direttore che mantenne fino alla morte. Al rilancio del suo Osservatorio dedicò gran parte delle sue energie per tutta la vita, sostenendo la realizzazione di nuove strutture, più moderne, fuori dal perimetro urbano.
Libero docente di astronomia e matematica complementare, i suoi studi si estesero sulla meccanica celeste, l'astronomia posizionale e geodetica, l'astrofisica, la statistica e dinamica stellare. La sua pur considerevole carriera scientifica subì gravi danni dalla feroce polemica (scientifica e pure personale) con Ettore Leonida Martin.